# رنگ پلی اورتان
رنگ پلی‌اورتان یکی از پیشرفته‌ترین و مقاوم‌ترین پوشش‌های شیمیایی است که در صنایع مختلف استفاده می‌شود. این رنگ بر پایه ترکیبات پلی‌اورتان ساخته شده و ویژگی‌های منحصر به فردی دارد که آن را از سایر رنگ‌ها متمایز می‌کند. مقاومت بالا در برابر سایش، خش، رطوبت و مواد شیمیایی از جمله دلایلی است که رنگ‌های پلی‌اورتان به‌عنوان یک راهکار ایده‌آل در پروژه‌های صنعتی و تجاری به‌کار گرفته می‌شوند.

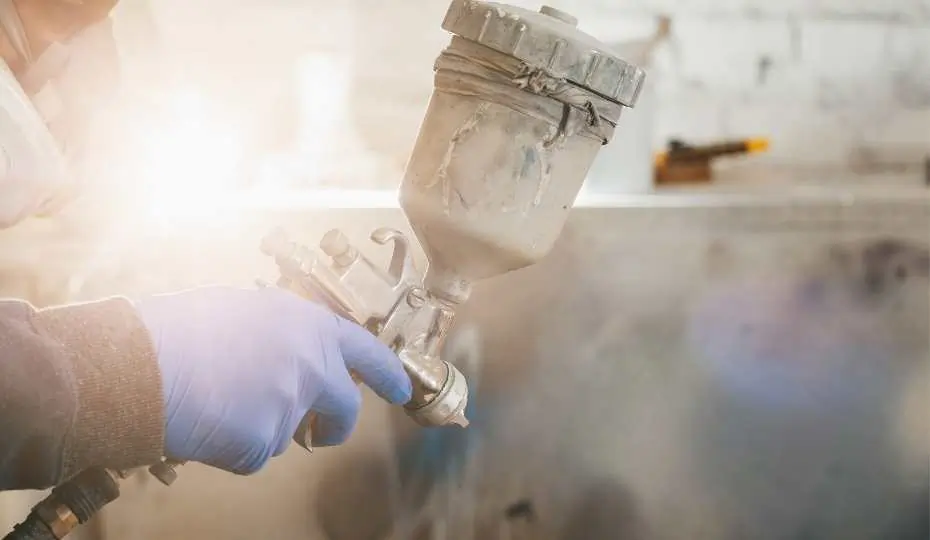
درحال پاشش درنگ پلی اورتان

## تاریخچه و توسعه
کفپوش پلی یورتان از مواد پلیمری ساخته می‌شود که انعطاف‌پذیر، مقاوم در برابر ضربه، سایش، مواد شیمیایی و تغییرات دمایی است. این کفپوش‌ها در دسته کفپوش‌های صنعتی، ورزشی، تجاری و حتی خانگی قرار می‌گیرند و کاربردهای متنوعی دارند.رنگ‌های پلی‌اورتان برای اولین بار در دهه ۱۹۵۰ میلادی معرفی شدند. این محصولات در ابتدا به عنوان پوشش‌های صنعتی طراحی شدند که بتوانند در برابر شرایط محیطی سخت مقاومت کنند. با گذشت زمان و پیشرفت فناوری، کاربرد این رنگ‌ها به حوزه‌های گسترده‌تری نظیر خودروسازی، صنایع چوب، ساختمان‌سازی و حتی هنرهای دکوراتیو گسترش یافت. امروزه رنگ‌های پلی‌اورتان به دلیل تطبیق‌پذیری بالا و دوام فوق‌العاده، از جمله محبوب‌ترین گزینه‌ها در بازار هستند.

## فرمولاسیون رنگ پلی‌اورتان
رنگ پلی‌اورتان از دو بخش اصلی تشکیل شده است:

#### ایزوسیانات‌ها (Isocyanates): این ترکیب به‌عنوان سخت‌کننده عمل می‌کند و با پلی‌ال‌ها واکنش داده و یک ساختارپلیمریسه‌بعدی ایجاد می‌کند که بسیار مقاوم است.
واکنش شیمیایی میان این دو جزء باعث ایجاد یک پوشش سخت و مقاوم می‌شود که می‌تواند به‌خوبی در برابر شرایط سخت محیطی مقاومت کند.

## ویژگی‌هایرنگ پلی‌اورتان[۲]
رنگ‌های پلی‌اورتان به دلیل ویژگی‌های زیر، انتخابی مناسب برای کاربردهای صنعتی و خانگی هستند:
- مقاومت در برابر سایش و خش: این رنگ‌ها برای سطوحی که در معرض استفاده مکرر قرار دارند، مانند کف‌پوش‌ها و مبلمان، ایده‌آل هستند.
- مقاومت شیمیایی: در برابر حلال‌ها، روغن‌ها و مواد شیمیایی مقاومت دارند.
- دوام طولانی‌مدت: این رنگ‌ها با گذشت زمان کیفیت خود را حفظ می‌کنند و در برابر زرد شدن مقاوم هستند.
- تنوع در براقیت و رنگ: از مات تا بسیار براق و در طیف گسترده‌ای از رنگ‌ها قابل تولید هستند.

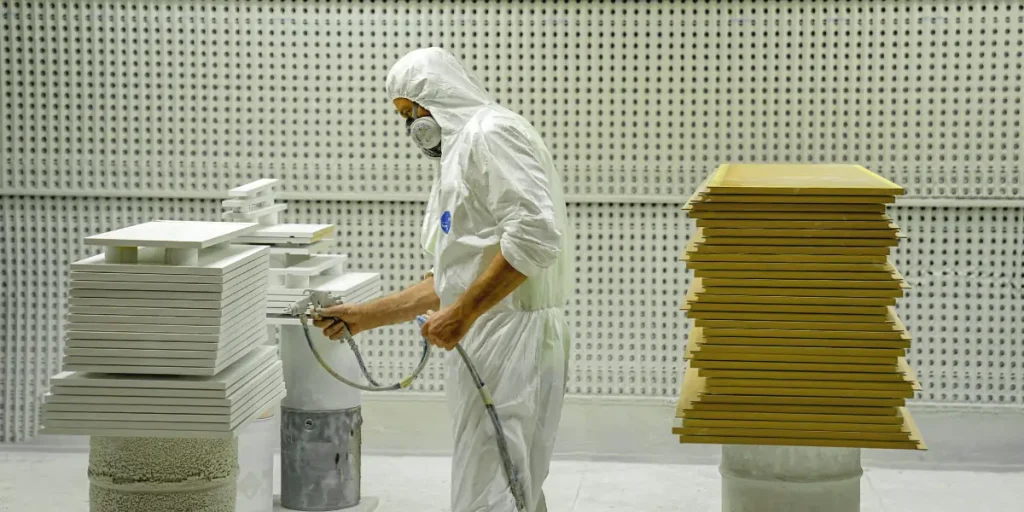

## انواع رنگ‌های پلی‌اورتان
رنگ‌های پلی‌اورتان به طور کلی به دو دسته اصلی تقسیم می‌شوند:
1. رنگ پلی‌اورتان روغنی:  این نوع از رنگ‌ها بر پایه حلال‌های آلی ساخته شده و معمولاً برای محیط‌های خارجی مناسب است. دوام بالا و مقاومت در برابر رطوبت از ویژگی‌های اصلی آن است.
2. رنگ پلی‌اورتان آب‌پایه:  این نوع رنگ به دلیل کاهش استفاده از حلال‌های شیمیایی، گزینه‌ای سازگار با محیط‌زیست است. این رنگ‌ها برای کاربردهای داخلی مانند پوشش مبلمان، کابینت‌ها و کف‌پوش‌ها به کار می‌روند.
3. رنگ پلی اورتان دو جزئی[۳] : یک رنگ رویه کاملا براق با مقاومت طولانی در مقابل تغییر رنگ در مقابل آفتاب و مواد شیمیایی است. مناسب جهت رنگ آمیزی تاسیسات فولادی می باشد.

## کاربردهای رنگ پلی‌اورتان

#### 1. صنعت چوب
یکی از اصلی‌ترین کاربردهای رنگ پلی‌اورتان در صنعت چوب است. این رنگ به دلیل مقاومت بالا در برابر خط و خش و همچنین ایجاد سطحی صاف و براق، برای مبلمان، کابینت‌ها و کف‌پوش‌ها استفاده می‌شود.

#### 2. خودروسازی
در صنعت خودرو، رنگ‌های پلی‌اورتان برای محافظت از بدنه و اجزای داخلی و خارجی خودرو به کار می‌روند. این رنگ‌ها می‌توانند در برابر شرایط آب‌وهوایی شدید و مواد شیمیایی جاده مقاومت کنند.

#### 3. صنعت ساختمان
رنگ پلی‌اورتان برای پوشش سطوح بتنی، فلزی و حتی دیوارها در پروژه‌های ساختمانی استفاده می‌شود. مقاومت در برابر شرایط محیطی و دوام طولانی‌مدت از مزایای آن است.

#### 4. پوشش‌های دکوراتیو
در پروژه‌های دکوراسیون داخلی، این رنگ‌ها به دلیل تنوع در براقیت و رنگ‌ها، گزینه‌ای مناسب برای زیباسازی فضاهای مختلف هستند.